# Râga (musique)
Pour les articles homonymes, voir Raga.
Ne doit pas être confondu avec Ragga.

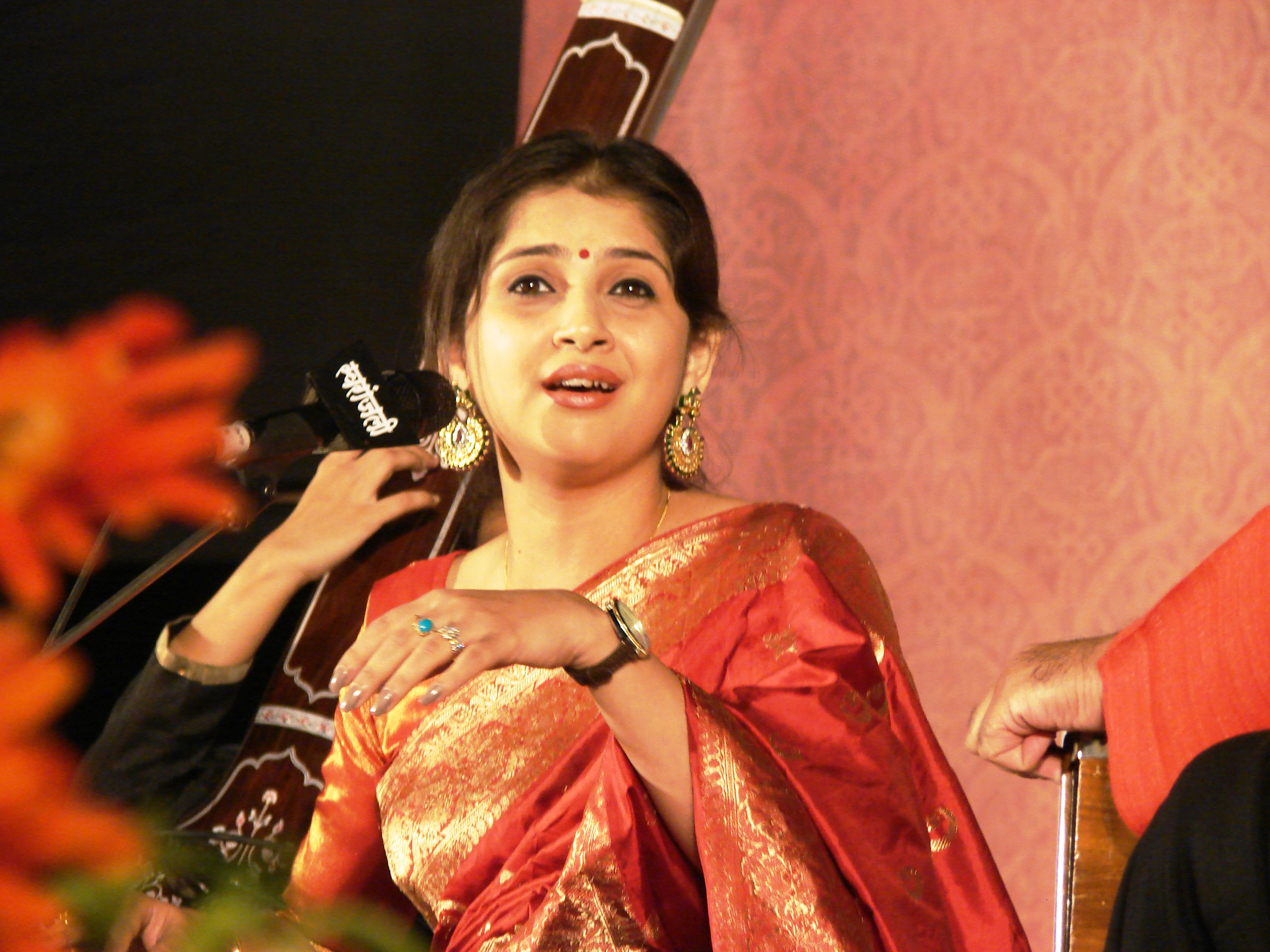
La chanteuse indienne Kaushiki Chakraborty.

Le râga ou râgam en tamoul — terme sanskrit (rāga राग,રાગ, রাগ) signifiant attirance, couleur, teinte ou passion — est un cadre mélodique (à ne pas confondre avec les notions de gamme ou de mode, même s'il y a une certaine affinité avec celles-ci) utilisé dans la musique classique indienne. Les râgas sont fondés sur les théories védiques concernant le son et la musique. Le terme est défini pour la première fois par Mâtanga dans son ouvrage Brhaddeśi entre les Ve et Xe siècles, mais c'est seulement au XVIe siècle qu'ils deviennent partie intégrante du classicisme indien.
Chaque râga est lié à un sentiment (rasa), une saison, un moment du jour. À titre d'exemple, on estime qu'un râga comportant un ri komal (seconde mineure) et un dha komal (sixte mineure) appartient au groupe sandhiprakasha, correspondant aux moments du lever et du coucher du soleil. À l'inverse, ceux comportant un ga komal (tierce mineure) et un ni komal (septième mineure), comme jaunpuri ou malkauns, correspondent à la fin de la matinée ou de la nuit. Cependant cette "théorie du moment", qui guide le choix du râga à utiliser au moment du concert, n'est plus strictement respectée.

## Règles composant unRâga
Un râga est essentiellement un ensemble de règles védiques sur la manière de construire une mélodie. Il spécifie les règles des mouvements ascendants (ârohanam [आरोहणं]) et descendants (avarohanam [अवरोहणं]), la gamme, les notes à utiliser librement et celles à utiliser avec parcimonie, les notes qui doivent être chantées avec gamaka, les phrasés préconisés ou à éviter, etc. Tout ceci donne un cadre utilisable pour composer ou improviser des mélodies, autorisant un nombre infini de variations basées sur un ensemble de notes prédéfini.

### Mode
Le râga se fonde sur un mode composé de cinq, six ou sept notes ou svara. Ceci permet d'ailleurs de classer les râga en fonction du nombre de notes ou jâti :
- audava râga (औडव) comportent cinq notes
- sâdava râga (षाडव) comportent six notes
- sampûrna râga (संपूर्न) (ce qui signifie râga complet en sanskrit) utilisent les sept notes.

Les râga qui ne suivent pas strictement les ordres ascendant et descendant des svara sont dénommés vakra (वक्र) râga, soit râga tordus.
Pour un exposé du système de notation utilisé en musique indienne, y compris la correspondance avec les notes occidentales, voyez l'article svara.
Toutes les notes ne sont pas égales dans un mode. Le râga insiste particulièrement sur l'une des notes, dénommée vadi. La seconde note la plus importante est appelée samvadi. On parle d'anuvadi pour les autres notes du mode et de vivadi pour les notes ne faisant pas partie du mode. Toutefois l'interprétation des râgas évolue au cours du temps, de sorte que les vadis ou samvadis utilisés en pratique peuvent être différents de ceux qui sont définis dans la théorie.
Enfin, le râga comporte souvent un motif caractéristique qui permet au connaisseur de le reconnaître facilement. Ce motif s'appelle pakad et comporte souvent diverses ornementations.

## Classification
La musique indienne est partagée pour simplifier en deux écoles : la musique hindoustanie dans le nord et la musique carnatique dans le sud. Chacune de ces deux écoles utilise son propre groupe de râga. Il existe un certain recouvrement entre ces groupes, mais il s'agit en fait de « faux-amis », c'est-à-dire des râga portant le même nom mais ne représentant pas le même mode.
Différents systèmes de classification des râga, souvent contradictoires, ont vu le jour à partir du IXe siècle. Les premiers étaient basés sur d'anciens systèmes modaux (jati raga, grama raga).  
| Râga Râginî Megha Kamodâ Shrî Kedâra Hindola Devagandhâri Bhairava Gunakalî Dîpaka Pûrvî Kaishika | À partir du XIVe siècle apparaissent de nombreux systèmes Raga-ragini, associant généralement à six ragas considérés comme mâles, six râginî ou râgas féminins et un certain nombre de «fils» (poutra) et de «belles-filles», comme dans l'exemple ci-contre. Ce système tomba en désuétude à partir du début du XIXe siècle. |
| Râga                                                                                              | Râginî |
| Megha                                                                                             | Kamodâ |
| Shrî                                                                                              | Kedâra |
| Hindola                                                                                           | Devagandhâri |
| Bhairava                                                                                          | Gunakalî |
| Dîpaka                                                                                            | Pûrvî |
| Kaishika                                                                                          | |

### Catégories derâga:thâtetmelakarta
L'Inde du Sud a développé un système de classification des râga : les melakarta, qui comportent 72 râga.
Dans le nord de l'Inde, en revanche, les râga ont été regroupés au sein de dix thâts par Vishnu Narayan Bhatkhande (1860-1936). Un thât est un ensemble de sept notes correspondant aux sept notes de la gamme munies éventuellement d'altérations. Un râga est rattaché à un thât dont il utilise tout ou partie des notes. Il existe 10 thâts :
| Bhairava | SA | re | GA | ma | PA | dha | NI | SA |
| Asavari  | SA | RE | ga | ma | PA | dha | ni | SA |
| Khammaj  | SA | RE | GA | ma | PA | DHA | ni | SA |
| Todi     | SA | re | ga | MA | PA | dha | NI | SA |
| Kafi     | SA | RE | ga | ma | PA | DHA | ni | SA |
| Bilaval  | SA | RE | GA | ma | PA | DHA | NI | SA |
| Kalyan   | SA | RE | GA | MA | PA | DHA | NI | SA |
| Pooravi  | SA | re | GA | MA | PA | dha | NI | SA |
| Marava   | SA | re | GA | MA | PA | DHA | NI | SA |
| Bhairavi | SA | re | ga | ma | PA | dha | ni | SA |

Remarque : les notes en minuscules sont modifiées d'un demi-ton par rapport aux notes en majuscules (voir l'article svara).

### Le système rythmique: lestâlas
La musique indienne utilise divers rythmes codifiés sous le nom de tâla. Ces rythmes peuvent faire l'objet de variations complexes qui demandent un long apprentissage au musicien. Un râga peut être interprété suivant plusieurs tâlas différents.
Un tâla contient une mesure contenant un certain nombre de temps. La mesure définie par le tâla commence par un temps accentué ou sam qui conclut la mesure précédente autant qu'il lance la nouvelle mesure. À l'intérieur de la mesure, les temps sont regroupés en sous-unités de longueur variable, marquées par un battement de main ou un simple geste silencieux qui n'implique pas nécessairement un accent.
Par exemple, le tâla Teen tal comporte 16 temps, regroupés en 4 groupes de 4. D'autres tâlas sont décrits dans l'article principal Tâla.
En Inde du Nord, le musicien peut augmenter ou réduire le tempo au cours de l'exécution. Dans la musique carnatique, en revanche, l'interprète choisit une vitesse d'exécution au début et la conserve jusqu'à la fin.

### Variations fines et ornementations
Si la gamme de douze tons définit des intervalles standards entre les notes, ces intervalles peuvent être légèrement différents lors de l'interprétation. Cette pratique prend le nom de gamaka. Ces variations fines peuvent être fixés par les règles d'un râga particulier ou résulter de l'inspiration du musicien. Elles contribuent à donner un cachet particulier à un râga et à son interprétation par un musicien donné.
L'interprétation d'un râga utilise de nombreuses ornementations. Exemples d'ornementations couramment employées :
- glissando (mînd)
- vibrato lent (andolan)
- petits coups de la main gauche sur la frette du sarod ou du sitar (krintan)

### Bourdonharmonique
Dans le râga, un ou plusieurs instruments ont pour mission d'installer une sorte de fond sonore qui sert de base harmonique à la musique. Ces instruments sont souvent des tampura (grand luth à manche long). Toutefois un instrument à plusieurs voix peut assurer lui-même son propre fond harmonique.
Ce fond sonore, en répétant inlassablement une ou plusieurs notes, permet de mieux faire percevoir la tonique et de libérer le soliste dans son exploration du mode.
Dans les râgas, le fond sonore est souvent constitué de deux notes, l'une d'entre elles étant nécessairement la tonique, Sa. Pour la seconde note, la règle est en principe la suivante :
- Pa si cette note est présente dans le râga
- sinon, Ma si cette note est présente dans le râga et qu'elle n'est pas teevra (car l'intervalle entre S=do et teevra M=fa♯ est le même qu'entre M et S')
- dans les autres cas, Ga ou Dha.

## Déroulement d'unrâga
L'exécution d'un râga complet peut varier de quelques dizaines de minutes à plusieurs heures. Dans la musique hindoustanie, elle comporte quatre étapes principales  :
- Alap : le musicien expose le râga sur un rythme lent et progressif. Il est en général accompagné du seul tanpura. Ce mouvement, qui dure parfois plusieurs dizaines de minutes, permet de montrer tous les aspects du râga et d'installer son atmosphère. Cette phase met en valeur la compréhension du râga par le musicien. Il doit utiliser toute son imagination pour exprimer l'intention du râga à travers les variations et ornementations qui en exploitent toutes les possibilités.
- Jor : le musicien instaure une pulsation et la tension monte peu à peu.
- Jhala : la tension atteint son comble dans un mouvement final qui donne la possibilité au musicien d'exprimer toute sa virtuosité. En général, il s'arrête.
- Gat : C'est la composition. À ce moment le percussionniste se joint au soliste, et ils vont dialoguer, en faisant augmenter la tension petit à petit, pour arriver à un climax. Ils auront au préalable choisi un "tal", cycle rythmique par exemple 10 temps, 12 ou 16 temps. Pendant le déroulement du gat, aujourd'hui, les musiciens changent en général 1 ou 2 fois de cycle rythmique. Ils finissent de façon brillante et virtuose.

## Le moment et son raga
Chaque moment du jour, matin, après-midi, soirée et nuit possède son râga propre. Mais aussi chaque saison, chaque jour du calendrier religieux. Le choix du raga est également déterminé par le sentiment propre du musicien au moment de jouer. Cette théorie du moment est actuellement plutôt suivie dans la musique Hindoustani, celle du nord de l'Inde. Elle est largement abandonnée par les exécutants de la musique carnatique du sud, bien que celle-ci soit souvent jugée plus proche de la stricte tradition.

## Diversité desrâgas
Un râga ne peut pas être entièrement expliqué par écrit. L'interprétation des râga nécessite un enseignement oral qui passe par une longue relation de maître  (guru) à élève. Cette transmission orale fait du râga un genre vivant. Un râga donné pourra varier considérablement suivant la région, la tradition suivie et l'interprète lui-même.
Si la musique classique indienne est basée sur les râgas, toute musique les utilisant n'est pas nécessairement classique. Une partie de la musique de film de Bollywood utilise des râgas.
Le râga s'est aussi prêté à de nombreux essais de dialogue avec la musique occidentale, en particulier sous l'impulsion de Ravi Shankar.

### râga Bhairavi(musique hindoustanie)
| Notation hindoustanie : | Sa | re  | ga  | ma | Pa  | dha | ni  | 'Sa |
| Notation abrégée :      | S  | r   | g   | m  | P   | d   | n   | 'S  |
| Notation occidentale :  | do | ré♭ | mi♭ | fa | sol | la♭ | si♭ | do  |

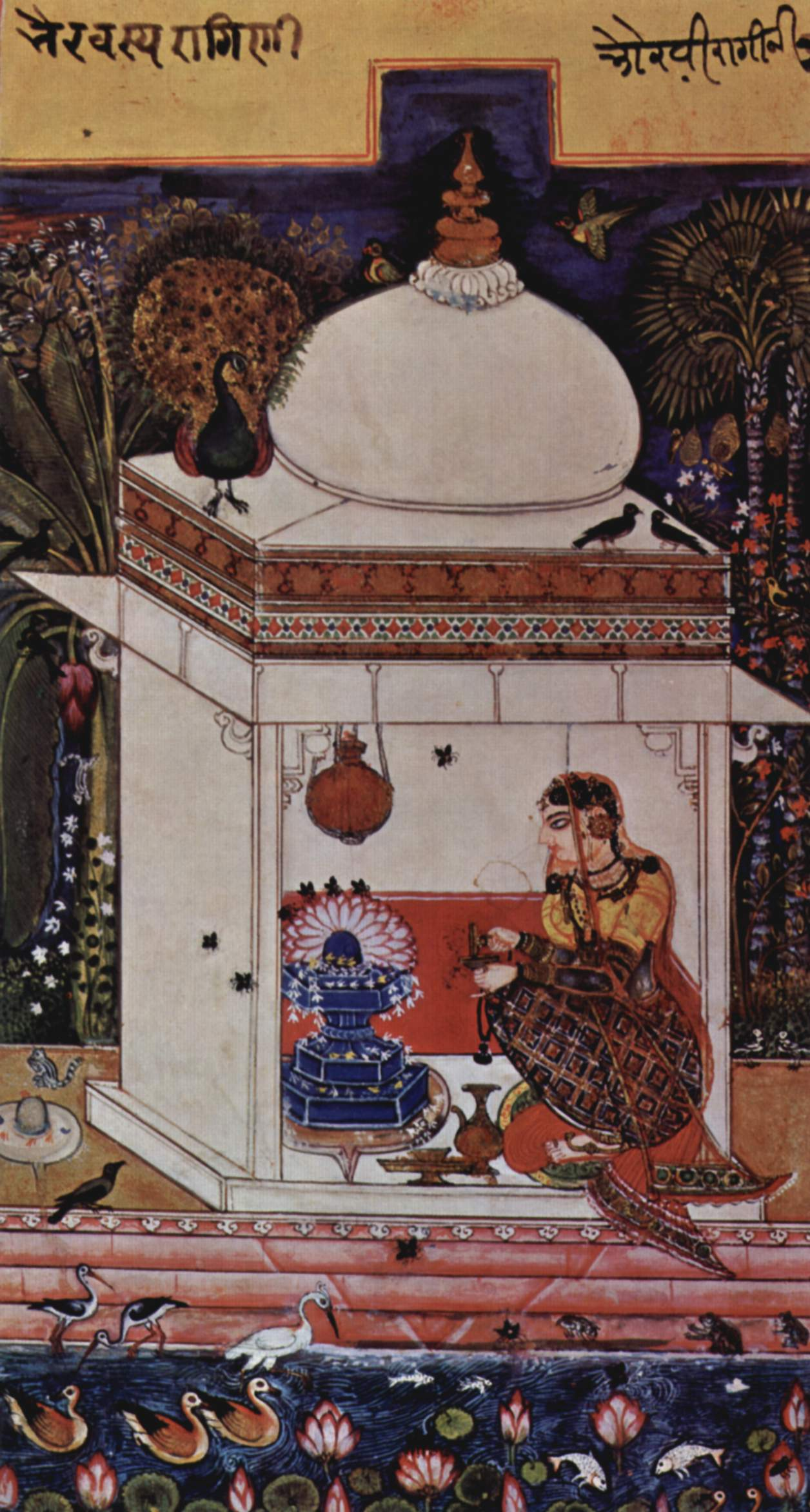
Bhairavi Râginî
Miniature (vers 1625).

Le râga Bhairavi, autrefois joué le matin, sert souvent aujourd'hui de conclusion aux concerts. Il est joué dans la plupart des styles de la musique indienne, y compris dans les chansons de films. Il correspond au râga melakarta Hanumatodi en musique carnatique. Autres caractéristiques :
Mode descendant : 'S n d P m g r S (identique au mode montant)
pakad : g-m-P-d, P, m-g-r-S
vadi : ma (ou Dha selon certains auteurs)
samvadi : Sa (ou Gha) ; les interprétations utilisent à divers degrés l'ensemble des 12 svaras. L'un des points caractéristiques du râga Bhairavi est une vibration particulière sur Gha.
thât : Bhairavi

### râga BihagouBehag(musique hindoustanie)
| Notation hindoustanie : | 'n | S  | G  | m  | P   | N  | 'S |
| Notation occidentale :  | si | do | mi | fa | sol | si | do |

Autres caractéristiques :
Mode descendant : 'S N D P M G m G R S (différent du mode montant)
Moment de la journée : fin de soirée
pakad : P-M-G-m-G, R-S
vadi : Ga
samvadi : Ni
thât : Bilawal thât
Accompagnement : Sa, Pa

### râga Darbari Kanada(musique hindoustanie)
| Notation hindoustanie : | 'n  | S  | R  | g   | R  | S  | m  | P   | d   | n   | 'S |
| Notation occidentale :  | si♭ | do | ré | mi♭ | ré | do | fa | sol | la♭ | si♭ | do |

Autres caractéristiques :

Mode descendant : 'S d n P m P g m R S (différent du mode montant)
Moment de la journée : soir
pakad :  d-d-P-m-g, r-S
vadi : Re (selon certains auteurs)
samvadi : Dha (selon certains auteurs)
thât : Asawari thât
Accompagnement : Sa, Pa

### râga Kafi(musique hindoustanie)
| Notation hindoustanie : | S  | R  | g   | m  | P   | D  | n   | 'S |
| Notation occidentale :  | do | ré | mi♭ | fa | sol | la | si♭ | do |

Le râga Kafi a une tonalité romantique. Il est souvent mélangé à d'autres râgas dans des genres légers. Autres caractéristiques :

Mode descendant : 'S n D P m g R S (identique au mode montant)
Moment de la journée : nuit
pakad :  nD,PmgR, SS RR gg mm P, P m g R, g m P g - R
vadi : Pa
samvadi : Sa
Accompagnement : Sa, Pa

### râga Todi(musique hindoustanie)
| Notation hindoustanie : | S  | r   | g   | M   | P   | d   | N  | 'S |
| Notation occidentale :  | do | re♭ | mi♭ | fa♯ | sol | la♭ | si | do |

Autres caractéristiques :

Mode descendant : 'S N d P M g r S (identique au mode montant)
Moment de la journée : matin
pakad :  d-d-P-M-g, r-S
vadi : Dha (selon certains auteurs)
samvadi : Ga (selon certains auteurs)
thât : Todi thât
Accompagnement : Sa, Pa ou Sa, komal Dha

### râga YamanouKalyan(musique hindoustanie)
| Notation hindoustanie : | 'N | R  | G  | M   | P   | D  | N  | S  |
| Notation occidentale :  | si | ré | mi | fa♯ | sol | la | si | do |

Le râga Yaman est un râga très populaire. Il existe aussi un râga Yaman Kalyan qui est différent de celui-ci. Autres caractéristiques :

Mode descendant : S N D P M G R 'N R S (différent du mode montant)
Moment de la journée : début de la nuit
pakad :  'N-R-G-M-P, R-G-R, 'N-R-S
vadi : Ga
samvadi : Ni
thât : Kalyan thât
Accompagnement : Sa, Pa

### râgaKanakangi(कनकांगि) (musique carnatique)
| Notation carnatique :  | S  | R1  | G1 | M1 | P   | D1  | N1 |
| Notation occidentale : | do | ré♭ | ré | fa | sol | la♭ | la |

Voir melakarta et kanakangi (en).

## Musicothérapie
Selon certains mouvements spirituels, il existerait une correspondance entre certains ragas et les chakras, permettant une forme de musicothérapie :
- Mooladhara : Raga Shyam Kalyan;
- Swadhistan : Raga Gurjari Todi, Raga Yaman;
- Nabhi ou Manipur : Raga Bhatyaar, Raga Abhogi;
- Anahata : Raga Durga, Raga Bhairav,
- Vishuddhi : Raga Jaijaivanti,
- Agnya : Raga Bageshri, Raga Bhoopali,
- Sahasrara : Raga Bhairavi, Raga Darbari.

Pour les 3 principaux canaux d'énergie, ce sont :
- Canal droit ou pingala nadi : Raga Mare Bihag;
- Canal gauche ou ida nadi : Raga Miyanki Todi;
- Canal central ou sushmna nadi : Raga Jog